# Старе Баєво
Старе Ба́єво (рос. Старое Баево, ерз. Старое Баево) — присілок у складі Атяшевського району Мордовії, Росія. Входить до складу Козловського сільського поселення.

## Населення
Населення — 82 особи (2010; 114 у 2002).
Національний склад (станом на 2002 рік):
- росіяни — 89 %